# Abkommen über die Behandlung der Kriegsgefangenen

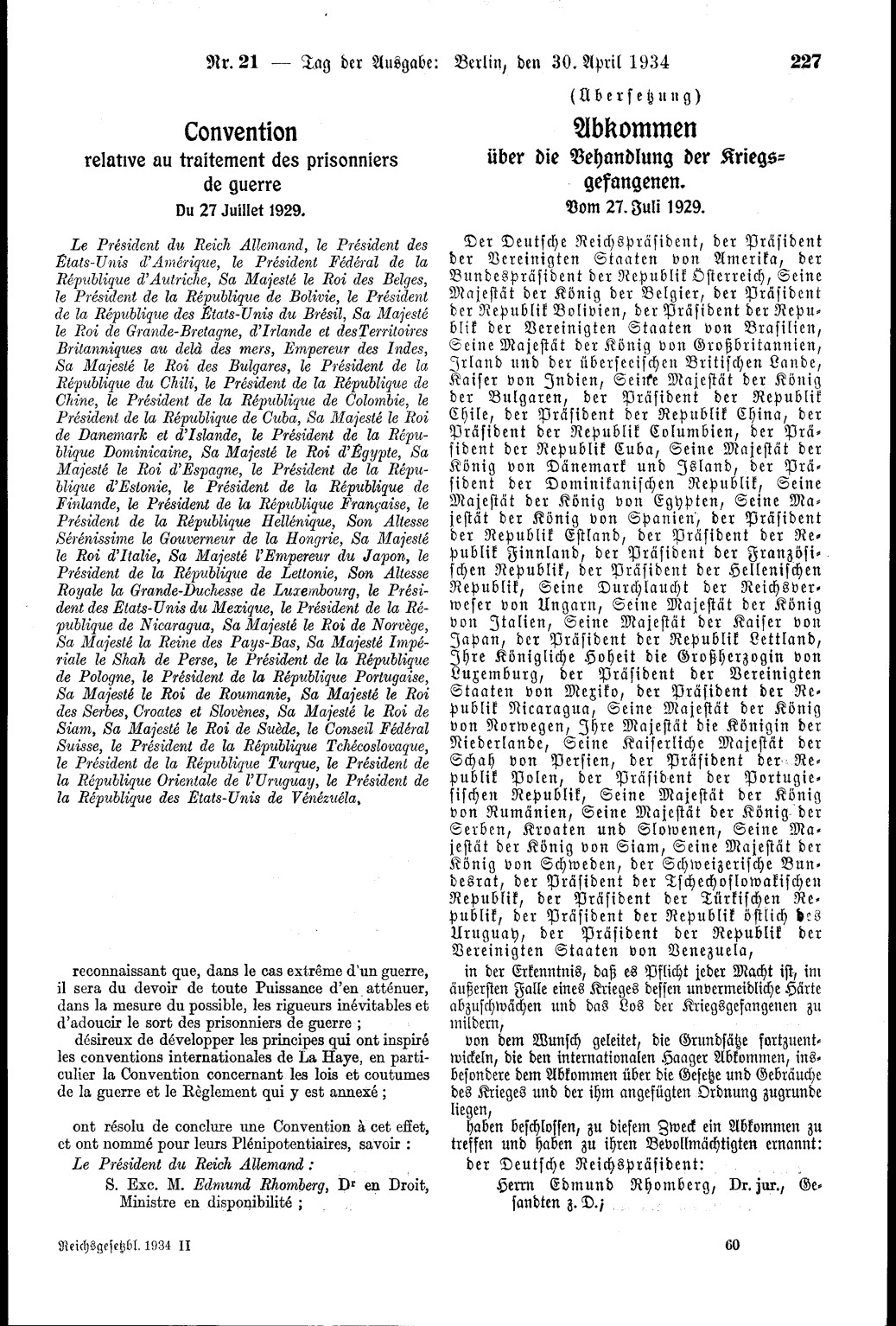
Verkündung im deutschen Reichsgesetzblatt (1934)

Das Genfer Abkommen über die Behandlung der Kriegsgefangenen war ein völkerrechtlicher Vertrag vom 27. Juli 1929, der für die Unterzeichnerstaaten die Haager Abkommen von 1899 und 1907 ergänzte.
Nachdem im Verlauf des Ersten  Weltkriegs wesentliche Bestimmungen der Haager Landkriegsordnung von den kriegführenden Staaten, insbesondere auf deutscher und russischer Seite, umgangen bzw. stillschweigend außer Kraft gesetzt worden waren, hielt man im Hinblick auf die Kriegsgefangenenfrage eine Verpflichtung auf bestimmte Grundsätze für ungenügend und erließ nunmehr detaillierte Verfahrensvorschriften, um die Kriegsgefangenen so weit wie möglich vor Willkür zu schützen.

## Inhalt
- Erster Titel: Allgemeine Bestimmungen (Art. 1–4): Das Abkommen fand gem. Art. 1 Anwendung auf alle in Artikel 1, 2 und 3 der Anlage zum Haager Abkommen vom 18. Oktober 1907, betreffend die Gesetze und Gebräuche des Landkrieges, genannten Personen, die vom Feinde gefangen genommen worden sind. Dazu zählten nicht nur das Heer, sondern auch die Milizen und Freiwilligenkorps.[3] Außerdem galt es für alle zu den Streitkräften der kriegführenden Parteien gehörenden Personen, die im Verlaufe von kriegerischen Handlungen zur See oder in der Luft vom Feinde gefangen genommen worden sind. Auch die Zivilbevölkerung eines nicht besetzten Gebiets, die beim Herannahen des Feindes aus eigenem Antrieb zu den Waffen greift, um die eindringenden Truppen zu bekämpfen, ohne Zeit gehabt zu haben, sich zu organisieren, wurde als kriegführend betrachtet, wenn sie die Waffen offen führte und die Gesetze und Gebräuche des Krieges beobachtete (Art. 2). Die Kriegsgefangenen unterstanden der Gewalt der feindlichen Macht, aber nicht der Gewalt der Personen oder Truppenteile, die sie gefangen genommen haben. Sie hatten Anspruch auf Achtung ihrer Person und ihrer Ehre. Frauen waren mit aller ihrem Geschlecht geschuldeten Rücksicht zu behandeln (Art. 3). Der Gewahrsamsstaat war verpflichtet, für ihren Unterhalt zu sorgen (Art. 4).
- Zweiter Titel: Gefangennahme (Art. 5, Art. 6). Pflicht zur Angabe von Namen, Dienstgrad und Matrikelnummer, Verbleib persönlicher Sachen im Besitz des Kriegsgefangenen
- Dritter Titel: Gefangenschaft (Art. 7–67)
  - Erster Abschnitt: Rückführung der Gefangenen aus dem Kampfgebiet in Sammelstellen (Art. 7, Art. 8)
  - Zweiter Abschnitt: Kriegsgefangenenlager. Unterbringung, Ernährung, Kleidung, Gesundheitspflege, Religionsausübung, militärischer Gehorsam (Art. 9–26)
  - Dritter Abschnitt: Arbeit der Kriegsgefangenen (Art. 27–34). Arbeitseinsatz der gesunden Gefangenen (Offiziere nur auf Verlangen), kein Einsatz für Kriegshandlungen, Entlohnung
  - Vierter Abschnitt: Beziehungen der Kriegsgefangenen zur Außenwelt. Absenden und Empfangen von Brief- und Paketpost (Art. 35–41)
  - Fünfter Abschnitt: Beziehungen der Kriegsgefangenen zu den Behörden. Beschwerderecht, Wahl von Vertrauensleuten, gerichtliche und Disziplinarstrafen (Art. 42–67)
- Vierter Titel: Beendigung der Gefangenschaft (Art. 68–74). Heimsendung schwerkranker und schwerverwundeter Kriegsgefangener, Regelung der Freilassung durch Waffenstillstands- oder Friedensvertrag
- Fünfter Titel: Todesfälle von Gefangenen (Art. 76). Möglichkeit, Testamente zu errichten, würdige Bestattung
- Sechster Titel: Hilfs- und Auskunftsstellen für die Kriegsgefangenen (Art. 77–80): Art. 79 räumte dem Internationalen Komitee vom Roten Kreuz (IKRK) die Möglichkeit ein, auf neutralem Gebiet eine Auskunftsstelle einzurichten, um Informationen zu Kriegsgefangenen sammeln und an die Angehörigen weitergeben zu können. Die Internationale Zentralstelle für Kriegsgefangene in Genf erfuhr damit eine völkerrechtliche Anerkennung ihrer Arbeit in Kriegsgefangenenfragen.
- Siebenter Titel: Anwendung des Abkommens auf bestimmte Kategorien von Zivilpersonen (Art. 81): Personen, die den Streitkräften folgten, ohne ihnen unmittelbar anzugehören, wie Kriegskorrespondenten, Zeitungsberichterstatter, Marketender und Lieferanten, hatten, wenn sie in die Hand des Feindes geraten und diesem ihre Festhaltung zweckmäßig erscheint, das Recht auf Behandlung als Kriegsgefangene, vorausgesetzt, dass sie sich im Besitz eines Ausweises der Militärbehörde der Streitkräfte befinden, die sie begleiteten.
- Achter Titel: Ausführung des Abkommens (Art. 82–97): Im Gegensatz zu früheren Abkommen über den Schutz von Kriegsgefangenen enthielt dieses Abkommen keine Allbeteiligungsklausel, das heißt es galt zwischen allen kriegführenden Unterzeichnerstaaten (Art. 82 Abs. 2).
- Anlage: Mustervereinbarung, betreffend die unmittelbare Heimsendung der Kriegsgefangenen und ihre Unterbringung in neutralem Lande aus gesundheitlichen Gründen.

## Bedeutung
Das Abkommen war während des Zweiten Weltkriegs weitgehend wirkungslos, weil die Sowjetunion als eine zentrale Kriegspartei es nicht unterzeichnet hatte und es von der deutschen Führung vor allem für die Kriegsgefangenen des Deutsch-Sowjetischen Krieges nicht anerkannt wurde.
Es wurde in den Beziehungen zwischen den Hohen Vertragsparteien durch das Genfer Abkommen über die Behandlung der Kriegsgefangenen vom 12. August 1949 (Genfer Abkommen III) ersetzt.